# Nynecher
Nynecher fue el tercer faraón de la dinastía II de Egipto; reinó c. 2823-2788 a. C..
Manetón le denomina Binotris (Sexto Julio Africano) o Biofis (Eusebio de Cesarea) y le atribuye 37 años de reinado. 
La Piedra de Palermo menciona la celebración de numerosas fiestas religiosas, la realización del empadronamiento y de un censo de ganado (cada dos años). 
Continúa la política de desplazamientos hacia el norte del país, iniciada por sus antecesores, como forma de consolidar la unificación emprendida por el primer faraón Menes.
Manetón comenta que durante este reinado se legisló que las mujeres podían ejercer el poder real.

## Testimonios de su época
- Impresiones de sello en una galería cerca de la pirámide de Unis en Saqqara; quizá el lugar del entierro de Nynecher (Hassan) (Wilkinson)
- Impresiones de sello en una gran tumba de Guiza (Petrie)
- Impresiones de sello, tumbas 2171 y 2302 en Saqqara (Quibell)

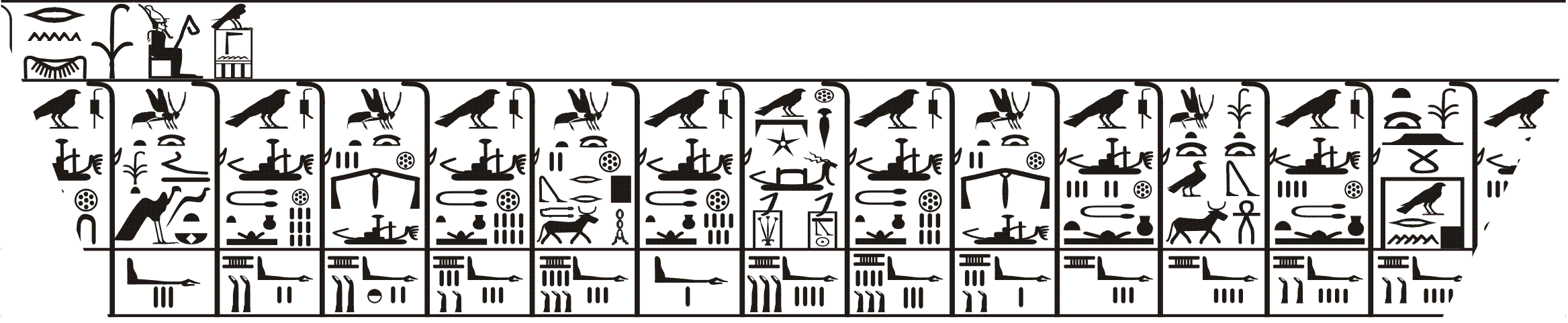
Piedra de Palermo. Fragmento correspondiente al reinado de Nynecher.

- Inscripciones de Helwan (Saad)

## Titulatura
| Titulatura | Jeroglífico | Transliteración (transcripción) - traducción - (referencias) |

| G5 |

| G5 |

| nTr · n |

| nTr · n |

| nTr · n |

| nTr · n |

| G5 |

| G5 |

| nTr · n |

| nTr · n |

| nTr · n |

| nTr · n |

| G16 |

| G16 |

| nTr · n |

| nTr · n |

| G16 |

| G16 |

| nTr · n |

| nTr · n |

| G8 |

| G8 |

| \| \| | M22 | r · n · S12 |
|       |     |             |

|  |

| \| \| | M22 | r · n · S12 |
|       |     |             |

|  |

| G8 |

| G8 |

| \| \| | M22 | r · n · S12 |
|       |     |             |

|  |

| \| \| | M22 | r · n · S12 |
|       |     |             |

|  |

| R7 | E11 | nTr · n |

| R7 | E11 | nTr · n |

| R7 | E11 | nTr · n |

| R7 | E11 | nTr · n |

| R7 | E11 | nTr · n |

| R7 | E11 | nTr · n |

| R7 | E11 | nTr · n |

| R7 | E11 | nTr · n |

| R7 | E11 | nTr · n |

| R7 | E11 | nTr · n |

| R7 | E11 | nTr · n |

| R7 | E11 | nTr · n |

| R7 | E11 | nTr · n |

| R7 | E11 | nTr · n |

| R7 | E11 | nTr · n |

| R7 | E11 | nTr · n |

| R7 | G29 | nTr | t&r | w |

| R7 | G29 | nTr | t&r | w |

| R7 | G29 | nTr | t&r | w |

| R7 | G29 | nTr | t&r | w |

| R7 | G29 | nTr | t&r | w |

| R7 | G29 | nTr | t&r | w |

| R7 | G29 | nTr | t&r | w |

| R7 | G29 | nTr | t&r | w |

| R7 | G29 | nTr | t&r | w |

| R7 | G29 | nTr | t&r | w |

| R7 | G29 | nTr | t&r | w |

| R7 | G29 | nTr | t&r | w |

| R7 | G29 | nTr | t&r | w |

| R7 | G29 | nTr | t&r | w |

| R7 | G29 | nTr | t&r | w |

| R7 | G29 | nTr | t&r | w |

| HASH | nTr | r · n |

| HASH | nTr | r · n |

| HASH | nTr | r · n |

| HASH | nTr | r · n |

| HASH | nTr | r · n |

| HASH | nTr | r · n |

| HASH | nTr | r · n |

| HASH | nTr | r · n |

| HASH | nTr | r · n |

| HASH | nTr | r · n |

| HASH | nTr | r · n |

| HASH | nTr | r · n |

| HASH | nTr | r · n |

| HASH | nTr | r · n |

| HASH | nTr | r · n |

| HASH | nTr | r · n |